# إلكترون غير متزاوج

العناصر ذات الإلكترونات غير المتزاوجة في الجدول الدوري

الإلكترون غير المتزاوج في الكيمياء هو إلكترون يشغل مدار ذري لذرّة ما منفرداً، أي أنه لا يكون جزءاً من زوج إلكتروني. لكل مدار ذري في البنية الذرية شاغر لإلكترونين اثنين متعاكسين في اللف المغزلي؛ وعادة ما يكون تشكيل الزوج الإلكتروني مفضَّلاً طاقيّاً على الإلكترون غير المتزاوج، وخاصة على هيئة رابطة كيميائية أو زوج وحيد غير رابط. تعد الإلكترونات غير المتزاوجة نشيطة كيميائياً، وهي تشكل في الكيمياء العضوية الجذور الكيميائية قصيرة العمر، والتي لها دور في تفسير آليات التفاعلات الكيميائية. إن الجذور الكيميائية غير شائعة في عناصر المستويين s و p، إذ تميل الجذور بسبب نمط التهجين إلى تشكيل ثنائيات وحدات؛ أما في عناصر المستويين d و f فإن تشكيل الجذور الحرة أمر شائع.